# Pontsho Moloi
Pontsho Moloi (Gaborone, 28 novembre 1981) è un ex calciatore botswano, di ruolo attaccante.

## Carriera

### Club
Ad eccezione di una stagione trascorsa nella seconda divisione sudafricana al Bay United ha sempre giocato nella prima divisione del Botswana.
In carriera ha anche giocato una partita nella CAF Champions League.

### Nazionale
Ha partecipato alla Coppa d'Africa 2012.
Tra il 2004 ed il 2012 ha totalizzato complessivamente 51 presenze e 6 reti in nazionale.

## Palmarès

### Club

#### Competizioni nazionali
- Campionato botswano: 5

Mochudi Centre Chiefs: 2007-2008, 2011-2012, 2012-2013, 2014-2015, 2015-2016
- Coppa del Botswana: 1

Mochudi Centre Chiefs: 2008
- Orange Kabelano Charity Cup: 1

Mochudi Centre Chiefs: 2008